# Victor Pierpont Morris
Victor Pierpont Morris (Sioux City, Iowa, 1891. november 24. – Eugene, Oregon, 1974. június 21.) amerikai egyetemi oktató és lelkész; az Oregoni Egyetem dékánja és ideiglenes rektora, a Northwest Christian College (ma Bushnell Egyetem) ideiglenes vezetője.

## Magánélete
Édesapja, James M. Morris felszentelt lelkész, a Eugene Divinity School (a Bushnell Egyetem elődje) oktatója volt. Victor Pierpont Morris 1974-ben, egy héttel a Grace Parkerrel kötött házassága 49. évfordulója után hunyt el.

## Tanulmányai
Alap- és mesterdiplomáját az Oregoni Egyetemen, Ph.D-fokozatát pedig a Columbia Egyetemen szerezte.

## Pályafutása

### Oregoni Egyetem
Robert D. Clark, az Oregoni Egyetem rektora szerint Morris „mindenekelőtt tanár volt”.
1920 és 1922 között eugene-i középiskolákban tanított, 1922-től 1924-ig az iowai Grinneli Főiskola, 1924 és 1926 között pedig az Oregoni Állami Főiskola (ma Oregoni Állami Egyetem) oktatója volt. 1926-ban az Oregoni Egyetem gazdasági oktatója, majd az üzleti főiskola leghosszabb ideig hivatalban lévő dékánja lett. Távozását követően tovább oktatott, és H.T. Miner-ösztöndíjjal tüntették ki.

### Northwest Christian College
1934 és 1961 között a Northwest Christian College igazgatótanácsi tagja, 1936 és 1936, valamint 1942 és 1961 között elnöke volt; 1934 és 1936 között, valamint 1943–1944-ben az intézmény ideiglenes rektorának kérték fel. Regnálása alatt az intézménynek meg kellett küzdenie a nagy gazdasági világválsággal, valamint a második világháborúval. 1947-ben felújították a fűtést, 1951-ben új kollégium, 1957-ben pedig könyvtár épült.

### Lelkészként
Felszentelt keresztény lelkészként vasárnapi iskolában tanított és több korábbi tanítványa esküvőjét vezette.

### Egyéb
Nyugdíjba vonulását követően feleségével az Oregoni Egyetem tanácsadó testületének tagjaiként egy évet töltöttek Dél-Koreában. Az állami jóléti, a munkanélküliségi, az oktatási és az egészségügyi bizottságok tagja volt. Húsz éven át vezette az Oregon Public Broadcasting The World in Review című rádióműsorát.
Oregon’s Experience with Minimum Wage Legislation című könyvét 1930-ban adta ki a Columbia University Press.

## Díjak és kitüntetések
A Northwest Christian College 1948-ban díszdoktori címet adományozott neki; 1995-től az üzleti képzés legjobb hallgatóját Victor P. Morris-díjjal tüntetik ki. Eugene városától 1996-ban díszpolgári címet kapott.

## Fordítás
- Ez a szócikk részben vagy egészben  a   Victor Pierpont Morris című angol Wikipédia-szócikk ezen változatának fordításán alapul.  Az eredeti cikk szerkesztőit annak laptörténete sorolja fel. Ez a jelzés csupán a megfogalmazás eredetét és a szerzői jogokat jelzi, nem szolgál a cikkben szereplő információk forrásmegjelöléseként.